# Abdoulaye Keita
Pour les articles homonymes, voir Keita.
Abdoulaye Keita, surnommé Abdoulaye Keita « Banks  », né le 28 septembre 1954 à Conakry et mort le 30 juin 2019 à Conakry est un footballeur guinéen, occupant le poste de gardien de but. Il est actif dans les années 1970 et 1980.

## Biographie
Keita est le gardien titulaire du Hafia FC durant les années 1970. Il remporte avec cette équipe trois coupes d'Afrique des clubs champions durant cette période. 
Il joue également avec l'équipe nationale guinéenne en Coupe d'Afrique des nations. Il compte au moins 15 sélections entre 1974 et 1980.
En 2000 il assure un intérim à la tête de la sélection nationale guinéenne. Ensuite et jusqu'en 2004, il est l'entraîneur adjoint de la sélection A, et l'entraîneur de la sélection espoirs.